# لويس غارنو
لويس غارنو هو دراج كندي، ولد في 9 أغسطس 1958 في مدينة كيبك في كندا.

## وصلات خارجية
- لويس غارنو على موقع الاتحاد الدولي للدراجات (الإنجليزية)
- لويس غارنو على موقع أرشيف الدراجات (الإنجليزية)
- لويس غارنو على موقع إحصائيات الدراجات الإحترافية (الإنجليزية)
- لويس غارنو على موقع أوليمبيديا (الإنجليزية)
- لويس غارنو على موقع اللجنة الأولمبية الكندية (الإنجليزية)
- لويس غارنو على موقع اتحاد ألعاب الكومنولث (مؤرشف) (الإنجليزية)